# Gli idoli delle donne
Gli idoli delle donne è un film italiano del 2022 diretto da Lillo & Greg ed Eros Puglielli.

## Trama
Filippo, uno dei gigolò più desiderati, in seguito a un incidente subisce un intervento al volto che ne cambia completamente la fisionomia. Non riuscendo più ad avere successo nel suo lavoro, decide di chiedere aiuto a Max, uno dei più grandi gigolò esistenti. L'intervento di Max però non riesce a sortire l'effetto sperato, finché Filippo non incontra Juanita, una colombiana che si innamora di lui e si scoprirà essere figlia di due trafficanti di droga.

## Produzione
Si tratta del secondo film che vede la coppia Lillo & Greg come registi, dopo D.N.A. - Decisamente non adatti. Il film è prodotto, come il precedente, da Lucky Red, in collaborazione con Vision Distribution, Sky e Prime Video.

## Distribuzione
L'uscita del film nelle sale cinematografiche italiane è fissata per il 14 aprile 2022. Il trailer è stato diffuso il 16 marzo 2022. La distribuzione del film è a cura della Vision Distribution.